# Alliance of Valiant Arms

Alliance of Valiant Arms (korejsko 아바), okrajšano A.V.A, je brezplačna prvoosebna strelska videoigra razvijalcev Red Duck Inc., izdelana na osnovi pogona Unreal Engine 3.
V Ameriki ter Evropi je gostitelj En masse entertaiment, na Kitajskem Tencent Games in na Tajvanu WarTown. Na Japonskem jo gosti Gamechu.
Igra je dostopna tudi preko servisa Steam, vendar igranje iz nekaterih regij ni možno in določeni predmeti v igri (predvsem orožja) so dostopni samo igralcem iz izbranih držav.

## Sistemske zahteve
Minimum
- CPU: Pentium 4 2.4Ghz
- RAM: 1GB
- GeForce 6600 ali Radeon X600 GPU s 128MB GRAM in podporo za Shader Model 2
- 1.6 GB prostora na trdem disku
- Windows XP/Vista/7

Priporočeno
- CPU: Pentium4　3,0GHz ali Dual Core 2,4Ghz ali bolje
- RAM: 2GB ali več
- GeForce 7600GT ali Radeon HD 2900 GPU s 256MB ali več in podporo za Shader Model 3
- Windows XP/Vista/7